# Buffalo City Hall

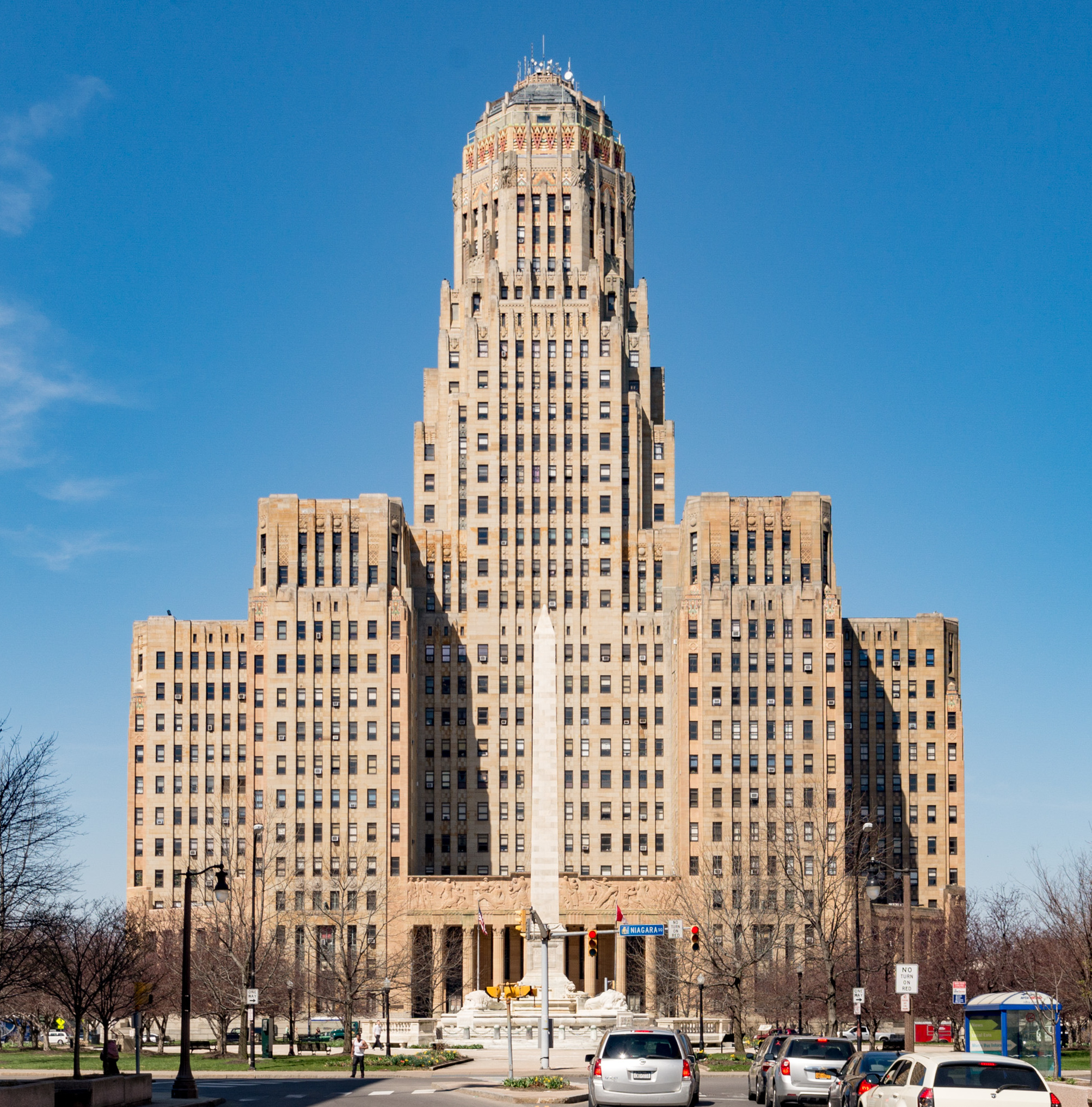
Die Buffalo City Hall mit dem McKinley-Monument, 2016

Die Buffalo City Hall ist das Rathaus der amerikanischen Stadt Buffalo im Bundesstaat New York. Das 115 Meter hohe Gebäude mit 32 Stockwerken wurde 1931 von Dietel, Wade & Jones im Art-Déco-Stil errichtet. Die Baukosten betrugen 8 Millionen US-Dollar. Es ist eines der höchsten öffentlichen Gebäude in den Vereinigten Staaten und wird seit dem 15. Januar 1999 auf der Liste der National Register of Historic Places geführt. Neben dem Hauptturm gibt es zwei je 14 Stockwerke hohe Seitenflügel.
In dem Gebäude ist sowohl das Büro des Bürgermeisters als auch das Stadtparlament beheimatet. Im obersten Stockwerk gibt es eine öffentlich zugängliche Aussichtsplattform.